# Jatobá do Parque da Luz
O Jatobá do Parque da Luz faz referência a uma grande exemplar centenário de jatobá (Hymenaea courbaril) localizado no Parque da Luz, na cidade de São Paulo.
A árvore costuma ser visitada pelos bichos-preguiça que vivem na área. Em 2013 este exemplar era considerado a nona árvore mais antiga da cidade de São Paulo.[ligação inativa]